# Łukasz Kret
Łukasz Kret (ur. 9 maja 1992 w Rzeszowie) – polski żużlowiec.

## Kluby
- Stal Rzeszów (2009–2012)
- Wanda Kraków (2011) (jako gość)
- KSM Krosno (od 2012)

## Sukcesy
- IV miejsce w finale Młodzieżowych Drużynowych Mistrzostw Polski (2009)
- X miejsce w półfinale Brązowego Kasku (2009)
- X miejsce w półfinale Młodzieżowych Indywidualnych Mistrzostw Polski (2010)
- I Indywidualny Młodzieżowy Mistrz Krakowa (2011)
- II miejsce w Indywidualnym Turnieju w Gyuli (2012)
- II miejsce w Pucharze MACEC (2012)